# Bull Run-i csata (1862)
Az amerikai polgárháború második Bull Run-i ütközetét (konföderációs megjelöléssel a második manassasi ütközetét) 1862. augusztus 28–30-án vívták. Az Amerikai Konföderációs Államok támadó hadjáratát Robert E. Lee tábornok vezette az Észak-virginiai Hadsereg élén. Ellenfele John Pope vezérőrnagy, az akkor Virginiai Hadseregnek nevezett uniós haderő parancsnoka volt. Az ütközet jóval nagyobb szabású összecsapás lett, mint az egy évvel korábban ugyanitt vívott első Bull Run-i csata.
"Kőfal" Jackson vezérőrnagy az uniós erőket elkerülve elfoglalta és felprédálta a Manassas-kereszteződésben felállított hadianyagraktárukat, ami egyúttal Pope Washingtonból kiinduló utánpótlási vonalát is megszakítással fenyegette. Jackson ezután visszahúzódott pár kilométert északnyugatra, és Stony Ridge-nél alakított ki védőállásokat. 1862. augusztus 28-án Jackson rátámadt a Gainesville-től keletre vonuló uniós hadoszlopra a Brawner-farm közelében, ahol nem jutottak dűlőre a felek. Ugyanezen a napon Lee hadseregének James Longstreet vezérőrnagy által vezetett szárnya áttörte a nem túl acélos uniós védelmet a thoroughfare-i hágónál, és kijutott a manassasi csatatérre.
Pope-nak az a benyomása támadt, hogy csapdába ejtette Jacksont, és erői javát az ő felmorzsolására összpontosította. Augusztus 29-én Pope több támadást indított ellene egy befejezetlen vasútvonal mentén. A támadásokat mindként oldal nagy vesztesége mellett visszaverték. Délben Longstreet is megérkezett a thoroughfare-i hágó irányából, és felfejlődött Jackson jobbszárnyára. Augusztus 30-án Pope nem értesülvén az erősítések megérkezéséről felújította a támadásokat. Mikor az összevont konföderációs tüzérség szétszórta az Unió Fitz John Porter V. hadteste vezette támadását, Longstreet öt hadosztályba rendezett 25 000 embere átment ellentámadásba, végrehajtva ezzel a háború legnagyobb egyidőben indított tömegtámadását. Az uniós balszárnyt megtörte a roham és visszavetették a Bull Run (Occoquan-folyó) vonaláig. Csak az uniós tartalék segítsége akadályozta meg, hogy az első Bull Run-i csata megfutása megismétlődjön. Pope Centreville-ig való visszavonulása azonban hasonlóan sietős volt.

## Az előzmények és a felek hadereje
George B. McClellan vezérőrnagy Virginia-félszigeti hadjáratának kudarcba fúlása után Abraham Lincoln, az Amerikai Egyesült Államok elnöke John Pope-ot nevezte ki az újonnan megalakított Virginiai Hadsereg élére. Pope már aratott bizonyos sikereket a nyugati hadszíntéren és Lincoln egy aktívabban, rámenősebben küzdő tábornokot keresett McClellan helyére.
Pope a Virginiai Hadsereg 51 000 katonáját három hadtestbe osztotta: Franz Sigel vezérőrnagy I. hadtestébe, Nathaniel P. Banks vezérőrnagy II. hadtestébe és az első Bull Run-i csatát elvesztő Irvin McDowell vezérőrnagy III. hadtestébe. McClellan Potomac hadserege három hadtestének (a III.-nak, az V.-nek és a VI.-nak) részei, valamint az önállóan működő Ambrose Burnside IX. hadteste (ekkor Jesse L. Reno parancsnoksága alatt) csatlakozott Pope hadseregéhez, amivel 77 000 főre nőtt a létszáma.
Lee Észak-Virginiai Hadseregét két "szárny" műveleti parancsnoksága alá osztotta, melyek összesen 55 000 fő felett rendelkeztek. A "jobb szárnyat" James Longstreet vezérőrnagy irányította, a balt "Stonewall" Jackson. J.E.B. Stuart vezérőrnagy lovassági hadosztálya Jackson szárnyát támogatta.

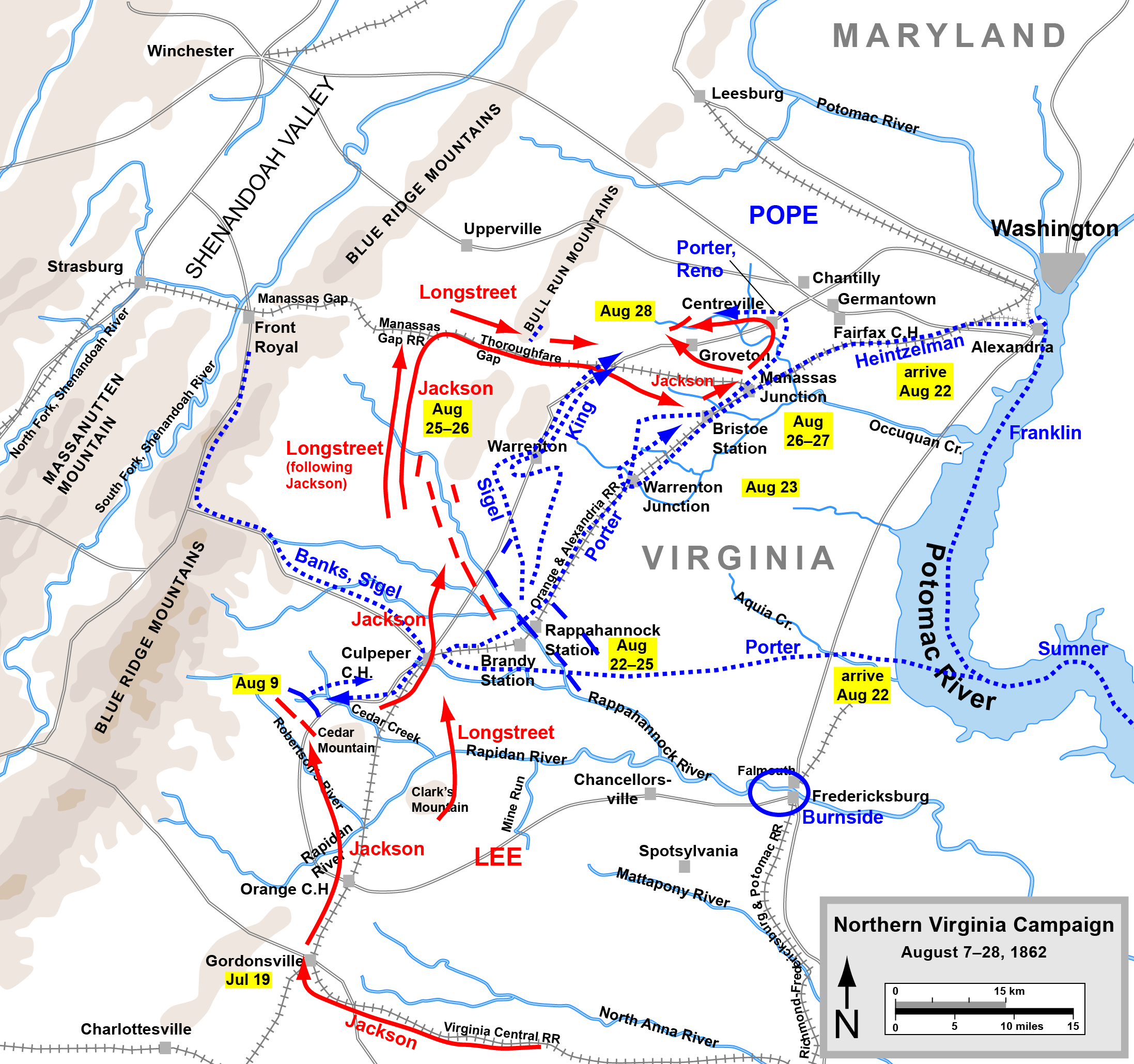
Észak-virginiai hadjárat 1862. augusztus 7–28.
Konföderáció
Unió

Pope feladata kettős volt; meg kellett védenie Washingtont és a Shenandoah-völgyet és Gordonsville irányába történő mozgással elvonnia a konföderációs erők figyelmét McClellenről. McClellannel való eddigi összecsapásaiból Lee azt a következtetést vonta le, hogy az nem jelent további veszélyt rá nézve a Virginiai-félszigeten, ezért kellett erőit Richmond további közvetlen védelmére visszatartani. Lehetővé vált tehát, hogy Jacksont Gordonsville-be küldje Pope feltartóztatására és a virginiai központi vasútvonal védelmére.
Lee ugyanakkor nagyobb terveket is dédelgetett. Az uniós hadsereg Pope és McClellan közötti megosztásával és egymástól való eltávolodásukkal Lee lehetségesnek vélte, hogy Pope hadseregét megsemmisítse, aztán ismét McClellanre koncentrálja figyelmét. A.P. Hill vezérőrnagy 12 000-res hadosztályát Jackson segítségére küldte. Augusztus 3-án Henry W. Halleck vezénylő tábornoka elrendelte McClellan számára a Virginia-félszigetről való teljes visszavonulást Észak-Virginiába Pope támogatására. McClellan tiltakozott és nem hajtotta végre a visszavonulást augusztus 14-ig.
Augusztus 9-én Nathaniel Banks hadteste megtámadta Jacksont a Cedar Mountain-i csatában. Támadása kezdetben teret nyert, de az A. P. Hill indította ellentámadás visszavetette a Cedar-patakon túlra. Jackson előrenyomulását ennek ellenére megállították James B. Ricketts dandártábornok katonái. Eddigre Jackson értesült róla, hogy Pope összes hadtestét összevonta, miáltal meghiúsult a velük egyenként végzés terve, ezért csak állásainak megtartására korlátozta magát. Augusztus 12-én visszavonult Gordonsville-be. Lee augusztus 13-án küldte Longstreetet Jackson megerősítésére.
Augusztus 22-től 25-ig a két hadsereg kisebb összecsapások sorát vívta meg a Rappahannock-folyó mentén. A szakadó eső felduzzasztotta a folyó vizét, Lee pedig nem tudott átkelni rajta. Eddigre erősítések kezdtek érkezni a Potomac hadseregtől a félszigetről. Mivel az erősítésekkel együtt már Lee hadserege már létszámhátrányba került Pope-pal szemben, új tervet dolgozott ki. Jacksont és Stuartot Pope utánpótlási vonalának elvágására küldte az Orange-Alexandria vasútvonal ellen. Emiatt Pope visszavonulásra kényszerült volna, s mialatt átrendeződik, talán megverhetővé válik. Jackson augusztus 25-én indul el és még éjjel elérte Salem települését (ma a Virginia állambeli Marshall).
Az augusztus 26-ra virradó éjjel elhaladt Pope jobbszárnya mellett, keresztül a thoroughfare-i hágón. Jackson csapatai Bristoe Stationnél érték el az Orange & Alexandria vasútvonalat és augusztus 27-én hajnalhasadás előtt kezükbe kerítette egy jókora uniós hadianyagraktárt a Manassas-kereszteződésnél. E meglepő művelettől Pope valóban gyors visszavonulásra kényszerült a Rappahannock mentén húzódó állásaiból. Augusztus 27-ről 28-ra virradó éjjel Jackson északnak fordult az első Bull Run-i csata színhelye felé, ahol a befejezetlen vasútvonal mögött védőállást épített ki, nem is akármilyet. A sűrű erdő eltakarta a déli katonákat, ellenben azok megfigyelhették az északiakat a Warrenton kerítésnél, az északiak valószínű útvonala mentén, pár száz méterre déli irányban. Megfelelő utak álltak Longstreet rendelkezésére, hogy odaérjen Jacksonhöz, vagy utóbbi számára a visszavonuláshoz a Bull Run Mountains felé, amennyiben az erősítés mégsem érkezne meg időben. Végezetül a befejezetlen vasúti nyomvonal megfelelő fedezéket nyújtott természetes lövészárkok gyanánt.
A thoroughfare-i hágónál lefolyt ütközetben augusztus 28-án Longstreet különítménye áttörte az gyenge uniós véderőt és átkelt a hágón. Ennek első ránézésre se nem osztó, se nem szorzó kisebb összecsapásnak következménye azonban az volt, hogy Pope veresége szinte biztossá vált az eljövendő ütközetben, mivel a két "szárny" egyesülni tudott a manassasi csatatéren.

## Az ütközet eseményei

### Augusztus 28: A Brawner-farm (Groveton)

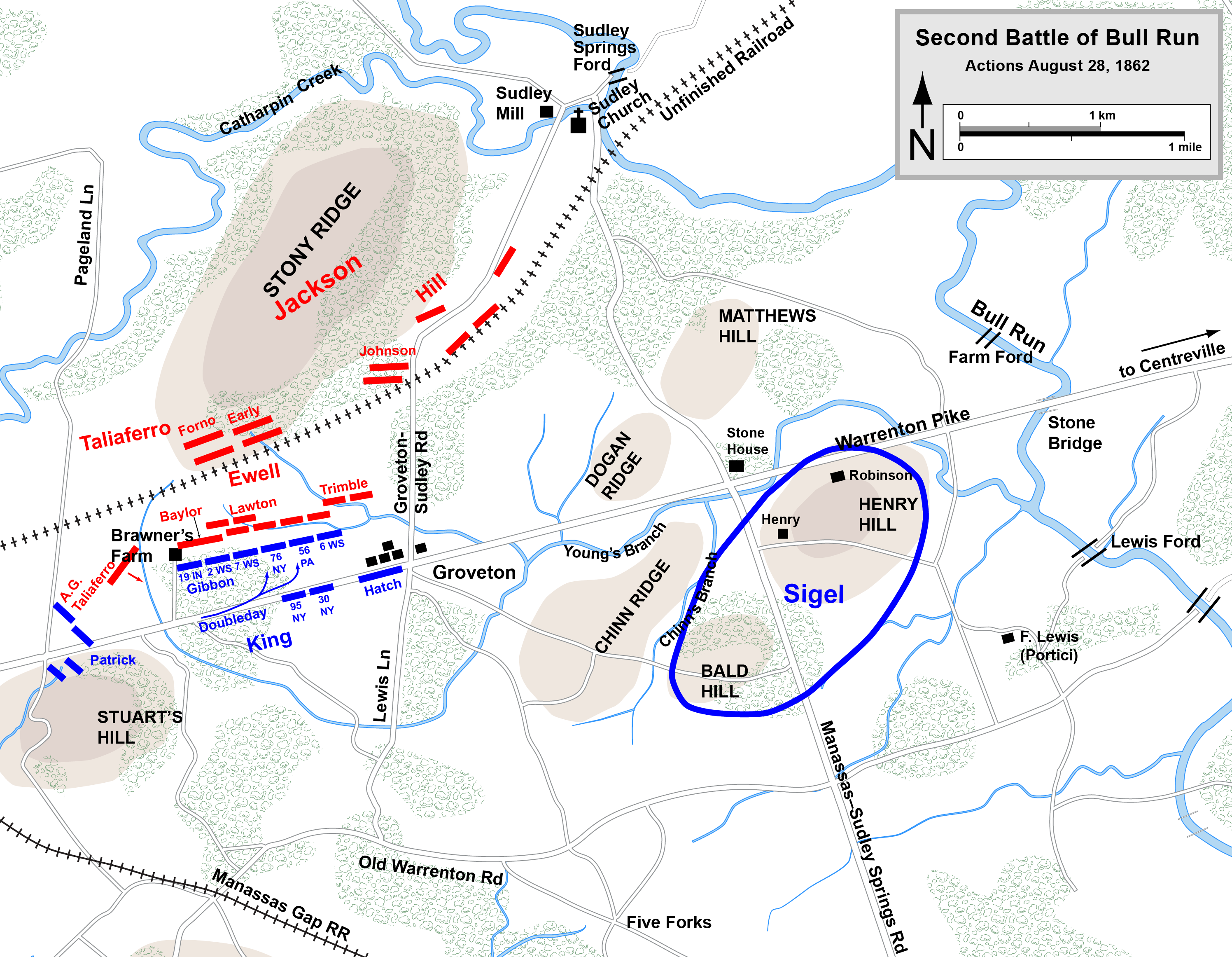
Műveletek a Brawner-farmnál, 1862. augusztus 28.

A második Bull Run-i ütközetet augusztus 28-án egy véres összecsapásba torkolló déli lesvetés vezette be. Jackson megfigyelői észrevették a 29-es úton, a Warrenton-kerítés mentén közeledő uniós hadoszlopot a Gainesville melletti Brawner-farm közelében. Az oszlop Rufus King dandártábornok hadosztályának három dandárjából áll. Ezeket John P. Hatch, John Gibbon, Abner Doubleday és Marsena R. Patrick dandártábornokok vezették kelet felé, hogy Pope hadseregének többi egységével együtt Centreville-nél foglaljanak állást. King egy nappal korábban súlyos epilepsziás rohamot kapott, így nem volt jelen.
Jackson hírt kapott róla, hogy Longstreet csapatai már elindultak utána, ezért megkönnyebbülten közelebb óvakodott az ellenséghez, mely nem látszott tudomást venni ottlétéről. Jackson attól tartott, hogy Pope esetleg a Bull Run mögé húzódva akarja kivárni, míg McClellan erőivel egyesülhet, ezért elhatározta, hogy legalább egy menetoszlopnak lest vet. Visszatért a fák vonala mögötti álláshoz és azt kiadta az utasítást tisztjeinek: "Előre a katonasággal, uraim." Délután fél hétkor  három déli löveg lőni kezdte az uniós hadoszlop éppen szembe eső részét, mely John Gibbon Feketekalapos Dandárja volt (későbbi nevén a Vasdandár). Taliaferro Stonwall dandárja eközben elindította rohamát. 
A meglepett uniós újoncok a várakozással ellentétben nem omlottak össze. Gibbon korábban tüzértiszt volt és maga is a tüzérséggel válaszolt, miközben a hadoszlop megállni kényszerült. Hatch dandára elkerülte a már harcban álló csapatokat és az elől menő Patrick-dandárt is megelőzte, így az uniós oldalon csak Gibbon és Doubleday dandárjai avatkoztak be a harcba. Gibbon azt hitte, hogy mivel a Pope-tól kapott információk alapján Jackson Centerville-ben kellett legyen, s a Hatch dandárjába tartozó 14. Brooklyni ezred éppen arrafelé felderített, ezek a konföderációsok csak Jeb Stuart lovas tüzérségébe tartozhatnak. Gibbon szétküldte hírnökeit a többi dandárhoz és segítségüket kérte, majd Frank A. Haskell törzstisztet arra utasította, hogy a kipróbált 2. Wisconsini önkéntesezred rohamozza meg és zavarja szét a bosszantó ágyúkat. Gibbon az ezred katonái előtt azt a kijelentést tette, hogy: "Ha fel tudtok oda jutni csendben, elfoghatjuk azokat az ágyúkat."
Edgar O'Connor ezredes 2. Wisconsini ezrede átlopakodott azon az erdőn, amin a hadoszlop idefelé jövet átkelt, majd a 430 katona felsorakozott John Brawner farmjának fái előtt és nekiindult a dombnak. A tetejét elérve őrjáratokat küldtek ki, melyek megütköztek a konföderációsok őrjárataival és nemsokára egymás után küldték a sortüzeket egymásra William S. Baylor ezredes 800 fős Stonewall dandárjával. Előbb 150 méterre, majd 80 méterre csökkent a távolság a sorok között. Gibbon és Jackson egyaránt erősítéseket küldött, így két órán keresztül tombolt a Jackson leírása szerint heves és véres harc, anélkül, hogy a pozíciók megváltoztak volna.
Gibbon soraiban már lukak nyíltak, amiket a Doubleday küldte 56. Pennsylvaniai és a 76. New York-i ezreddel tömtek be, így a konföderációs előrenyomulást megint megakasztották. John Pelham százados lovas tüzérsége is bekapcsolódott a harcba egy indianai ezred megszórásával, majd a harc este kilenc óra tájában úgy maradt félbe, hogy Gibbon egységei még mindig tüzelve hátráltak. 1150 uniós és 1250 konföderációs katona esett el, vagy sebesült meg a harcokban. A 2. Wisconsini ezred létszámának több mint 60%-át, a Stonewall dandár 35%-át vesztette el. A harcban résztvevők közül összességében 30%-ot lelőttek. William B. Taliaferro dandártábornok szerint: "Ebben a harcban nem volt manőverezés és taktika is nagyon kevés. Csak a kitartásról szólt és mindkét fél állta a sarat." Taliaferro megsebesült, Ewell dandártábornok bal lábát szétroncsolta egy Minié lövedék és később amputálni kellett, ami 10 hónapra kikapcsolta a küzdelemből.
Jackson jelentős létszámfölénye ellenére (6200 a 2100 ellen) nem tudott egyértelmű győzelmet aratni a beálló sötétség, erői szakaszos harcbavetése, két hadosztályparancsnoka megsebesülése és az ellenség kitartó ellenállása folytán. Stratégiai célját azonban elérte, magára vonva Pope hadseregének figyelmét. Pope hibásan arra következtetett, hogy azért a Brawner farmnál zajlott az ütközet, mert Jackson visszavonulóban volt Centerville alól. Pope azt hitte, hogy sikerült elcsípnie Jacksont és azon fáradozott, hogy térdre kényszerítse, mielőtt Longstreet megmenthetné szorongatott helyzetéből. Pope Philip Kearny vezérőrnagynak küldött üzenetében úgy tájékoztatta, hogy "McDowell tábornok elébe vágott az ellenség visszavonulásának és most előtte áll... Hacsak kerülőutat nem talál észak felé ma éjjel, akkor el fogjuk őket kapni." Gibbon a további teendőket megbeszélve kapcsolatba lépett Kinggel, Patrickkel, és Doubleday-jel is, mert hadtestparancsnoka, McDowell "elveszett az erdőben." Gibbon ajánlására az egyetlen még Lee és Jackson között álló uniós  csapattest hajnali egy órakor az úton kelet felé, Centerville irányába hagyta el pozícióját.
Pope parancsokat küldött, hogy csapatparancsnokai hajnalban kerítsék be és támadják meg Jacksont, de több hibás feltételezéssel élt. Elképzelése szerint McDowell és Sigel elzárták Jackson Bull Run hegyek felé való vezető visszavonulási útját, de mindkettőjük erejének zöme Jacksontól délkeletre állt a Manassas-Sudley út mentén. Pope kiindulópontja, miszerint Jackson már visszavonulóban lett volna, teljesen hibás volt; Jackson remek védelmi állásokat foglalt el, izgatottan várva Longstreet megérkezését, hogy támadhasson. Pope hiába kapott híreket Longstreet közeledéséről, megmagyarázhatatlan módon nem számolt részvételével az ütközetben.

### Augusztus 29: Jackson Stony Ridge-nél védekezik

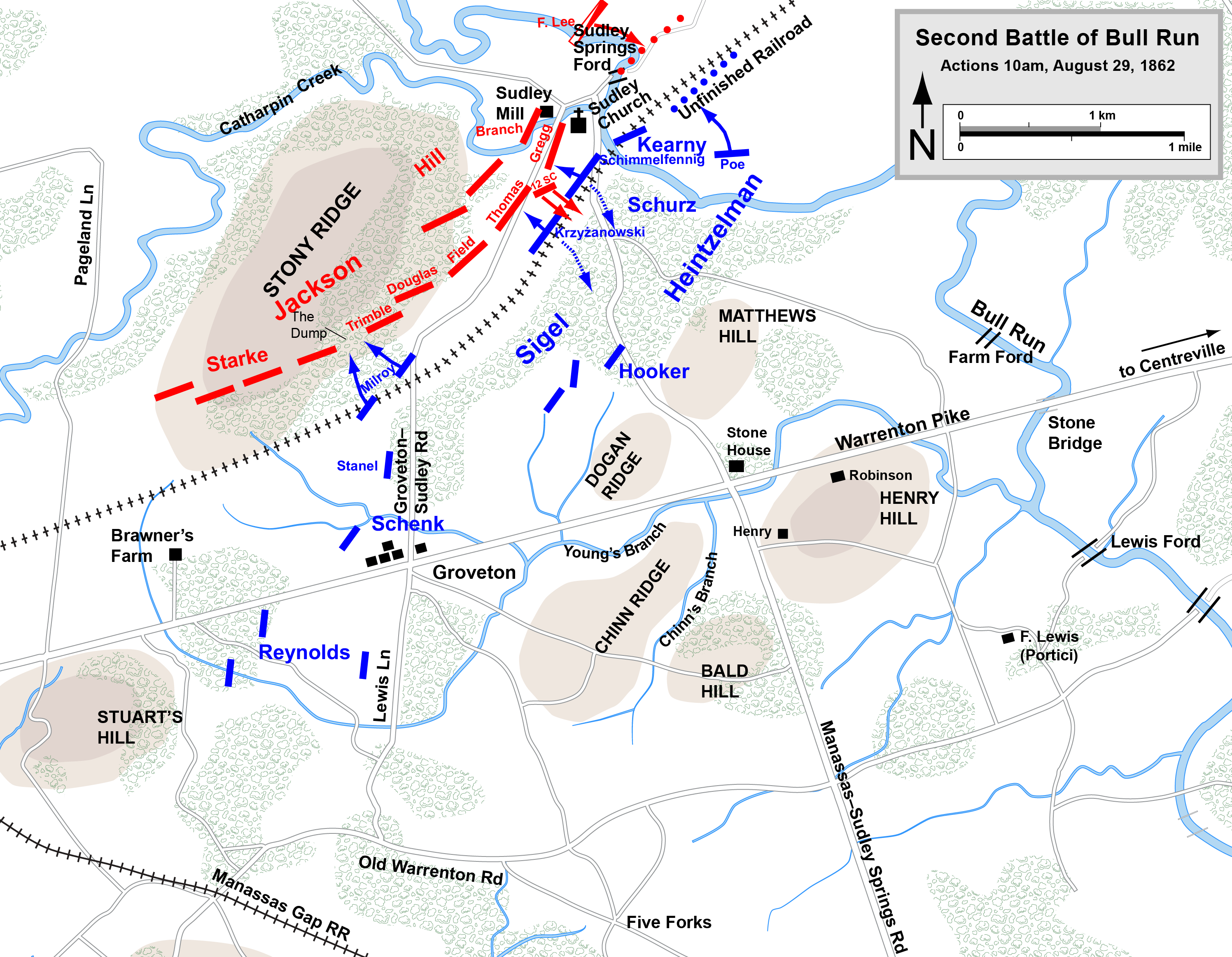
Augusztus 29, délelőtt 10 óra: Sigel támadása.

Longstreet 25 000 embere reggel hat órakor indult el a Thoroughfare-hágótól. Jackson elküldte Stuart-ot, hogy kalauzolja az eltévedésre hajlamos Longstreet előőrseit olyan pozícióba, melyet előzőleg gondosan kiválasztott. Várakozás közben átszervezte védelmét is arra az esetre felkészülve, ha Pope reggel megtámadná. 20 000 katonáját három kilométeres vonalba rendezte a Stony Ridge déli felén. Sigelnek a Manassas-Sudley úton felfejlődő I. hadteste láttán A.P. Hill dandárjait a vasúti töltés mögé rendelte a Sudley-i templom közelébe; ez képezte a déliek hadállásának balszárnyát. Hill tisztában volt vele, hogy a sűrű erdőbe nem lehet tüzérséget telepíteni, következésképpen nem fog hatásos tüzérségi fedezetet kapni, ezért dandárjait két sorban állította fel. Maxcy Gregg dandártábornok dél-karolinai és Edward L. Thomas dandártábornok georgiai dandárját helyezte előre. Jackson a centrumba Ewell hadosztályának két dandárját rakta (őket Alexander Lawton dandártábornok vezette Ewell lábsérülése után), a jobb szélen Taliaferro hadosztálya áll, melyet William E. Starke dandártábornok vett át.
Pope mindkét szárnyon meg akarta támadni Jackson seregét. Üzenetet küldött Porternek, hogy „haladjon” Gainesville felé és támadja meg a konföderációs jobbszárnyat (Pope elképzelése szerint ott a jobbszárny helyezkedett el), míg Sigelt pedig utasította, hogy napfelkeltekor támadja meg Jackson balszárnyát. Sigel nem ismerte Jackson csapatainak elhelyezkedését, így széles formációban nyomult előre. Robert C. Schenck dandártábornok és John F. Reynolds hadosztályával az élen. Körülbelül reggel hét órakor vették fel a harcérintkezést az ellenséggel a Manassas-Sudley úttól északra. Sigel A. P. Hill hadosztálya elleni támadása tipikusnak bizonyult a Stony Ridge körül dúló egész napos harcban. Noha a befejezetlen vasútvonal jó fedezéket kínált néhány helyen, a konföderációs csapatok általában nem vonultak statikus védelembe, mely előtt megtörtek volna az uniós támadások, hanem erős ellencsapásokkal kísérleteztek. Jackson ugyanezt a taktikát alkalmazta az Antietami csatában néhány héttel később. Schurz és Kearny uniós tábornokok nem értették meg egymás elképzelését, ezért a rohamok támogatás hiányában eredménytelenek maradtak.

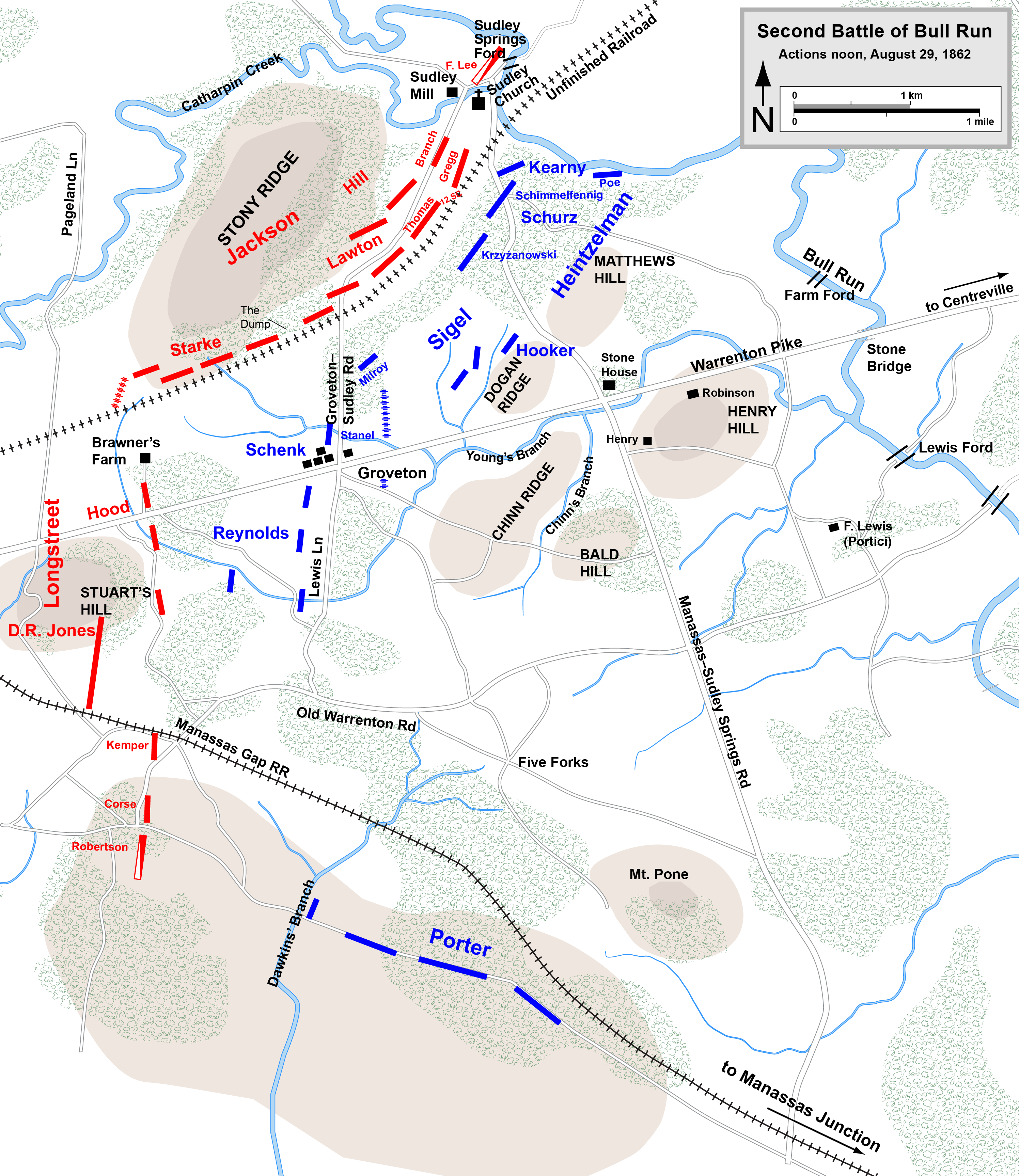
Augusztus 29, déli 12 óra: Longstreet megérkezik, Porter pedig elakad.

13:00-kor Sigel csapatai erősítést kaptak Joseph Hooker vezérnőrnagy III. hadtestének hadosztályaiból és Isaac Stevens dandártábornok dandárjától (IX. hadtest). Pope szintén megérkezett a csatatérre, ekkor még arra számítva, hogy a győzelem nemsokára ki fog bontakozni. Ekkorra azonban Longstreet első egységei már helyet foglaltak Jackson hadrendjének jobbszárnyán. John Bell Hood dandártábornok hadosztálya közrefogta az útzáró kerítés két oldalát, lazán csatlakozva Jackson egységeihez. Hoodtól jobbra James L. Kemper dandártábornok dandárja következett, majd David R. Jones és Cadmus M. Wilcox dandártábornok hadosztálya, mely utolsóként érkezve a tartalék szerepét kapta.
Stuart lovassága megtámadta Porter, Hatch és McDowell a Manassas-Gainesville-i útra felfejlődő csapatait és rövid tűzharcban megállították őket. Porter és McDowell ezután futár útján olyan ellentmondásos irományt kapott Pope-tól, mely "Joint Order" (egyesített parancs) néven lett ismert. John J. Hennessy történész az "önellentmondások és homályos fogalmazás olyan mesterműve"-ként jellemezte az iratot, "amely évtizedekre menő viták kereszttüzébe fog kerülni". Az utasítás leírta a Jackson balszárnyára irányuló, már folyamatban levő támadást, de nem szolgált világos útmutatással afelől, hogy mi lenne Porter és McDowell szerepe. Gainesville bevétele és Jackson fedezetlen jobbszárnyára mért csapás kivitelezése helyett Gainesville felé való haladást írt elő, és "mihelyt a többi hadosztállyal felveszik az érintkezést, az egész műveletnek meg kell állnia", mert "szükségesnek mutatkozhat a Bull Run mögé, Centerville irányába visszavonulni" aznap estére. A parancsban sehol sem volt kifejezetten leírva, hogy Porternek és MacDowellnek bármerre támadnia kellene, és Pope azzal a szöveggel zárta sorait, miszerint "Ha jelentős előnye mutatkozik a parancstól való eltérésnek, akkor nem szükséges szigorúan értelmezve végrehajtani", ami gyakorlatilag szabad értelmezést biztosított afelől, hogy mit is óhajtott közölni.
Stuart lovassága Thomas Rosser ezredes vezetése alatt falombokat a lovak mögött vontatva nagy létszámú gyalogság vonulását szimulálta, sikeresen megtévesztve az uniós döntéshozókat. McDowell ugyanekkor jelentést kapott lovassági tisztjétől, John Buford dandártábornoktól, hogy 17 gyalogezred, 500 lovas és egy üteg halad át Gainesville-en reggel 8:15-kor. Ez már Longstreet Thoroughfare-hágó felől érkező előörse volt, mely tudatta a két uniós tábornokkal, hogy a helyzet megváltozott, ezért a csapatoknak megállást parancsoltak. McDowell egészen 19:00 óráig nem értesítette Pope-ot Buford híreiről, ezért az estig abban a hitben volt, hogy Longstreet a közelben sincs, viszont Porter és McDowell szándékainak megfelelően nyomul előre.
Miközben Longstreet katonái elfoglalták helyüket, Lee általános támadást rendelt el az uniósok balszárnya ellen. Longstreet visszaemlékezése szerint Lee korábban értésére adta, hogy amint lehetséges harcba akart bocsátkozni, de nem rendelte el kifejezetten. Longstreet ezt még korainak találta, mert az uniósok a Warrenton-úttól délre is láthatók voltak, így vonalainak felét annak ellenére lefedték, hogy megjelenésére nem számítottak. Longstreet a támadás elhalasztását kérte, és Lee engedett neki, mikor Stuart jelentését is megkapta, mely a Gainesville–Manassas úton álló uniós erőket (Porter és McDowell csapatait) jelentősnek írta le.

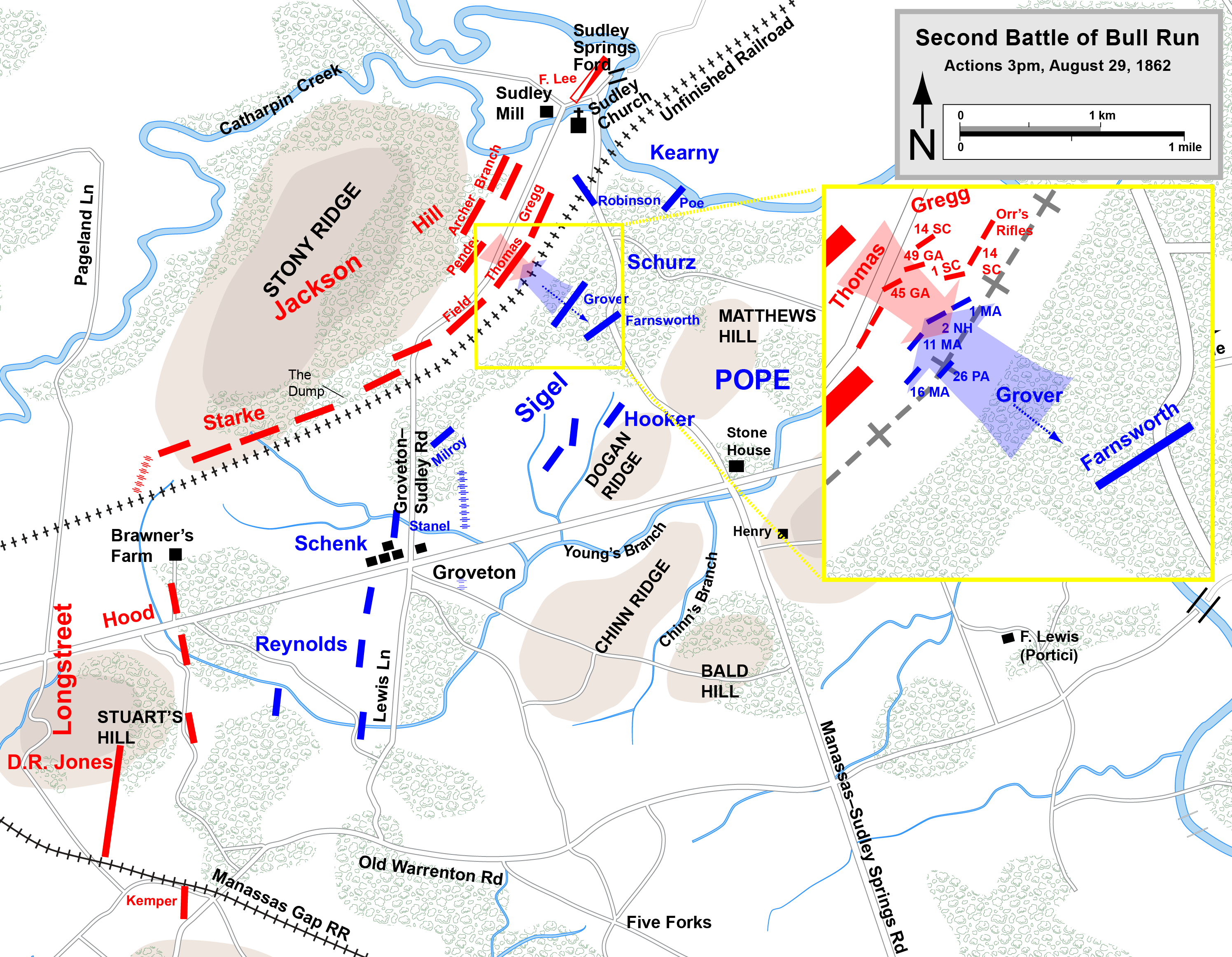
Augusztus 29, délután 3 óra: Grover támadása.

Pope abban a hitben, hogy balszárnyának előrenyomulása rendben folyik, négy különálló támadást rendelt el a hadállás túloldalán, hogy elvonja a figyelmet, mígnem Porter lesújt. Cuvier Grover dandártábornok dandárja délután háromkor támadott, Kearny hadosztályának támogatására számítva. Grover szerencsés módon pont oda irányította csapását, ahol egy lyuk volt Thomas és Gregg konföderációs tábornokok csapatai között. A lendületes szuronyroham átmenetileg sikeresnek bizonyult, de Kearny nem mozdult és Pope sem itt tervezte a főcsapás kivitelezését. William Dorsey Pender dandárjának ellentámadása így kivetette az északiakat az déli vonalak közül.
John F. Reynolds tábornokot arra utasították, hogy támadjon bele a déliek formációjába, s eközben Longstreet csapataival találta magát szemközt, mire leállította a műveletet. Pope elhessegette aggályait, mondván hibásan azonosították, kivel van dolguk, mert azok Porter V. hadtestének katonái, akik oldaltámadást fognak indítani. Jesse Reno eközben a IX. hadtesttel Jackson középállását támadta. Sikerült is kivernie a délieket a vasúti töltés mögül, de az ellentámadás megint elüldözte az északiakat, míg csak saját tüzérségük fedezete alá nem értek.

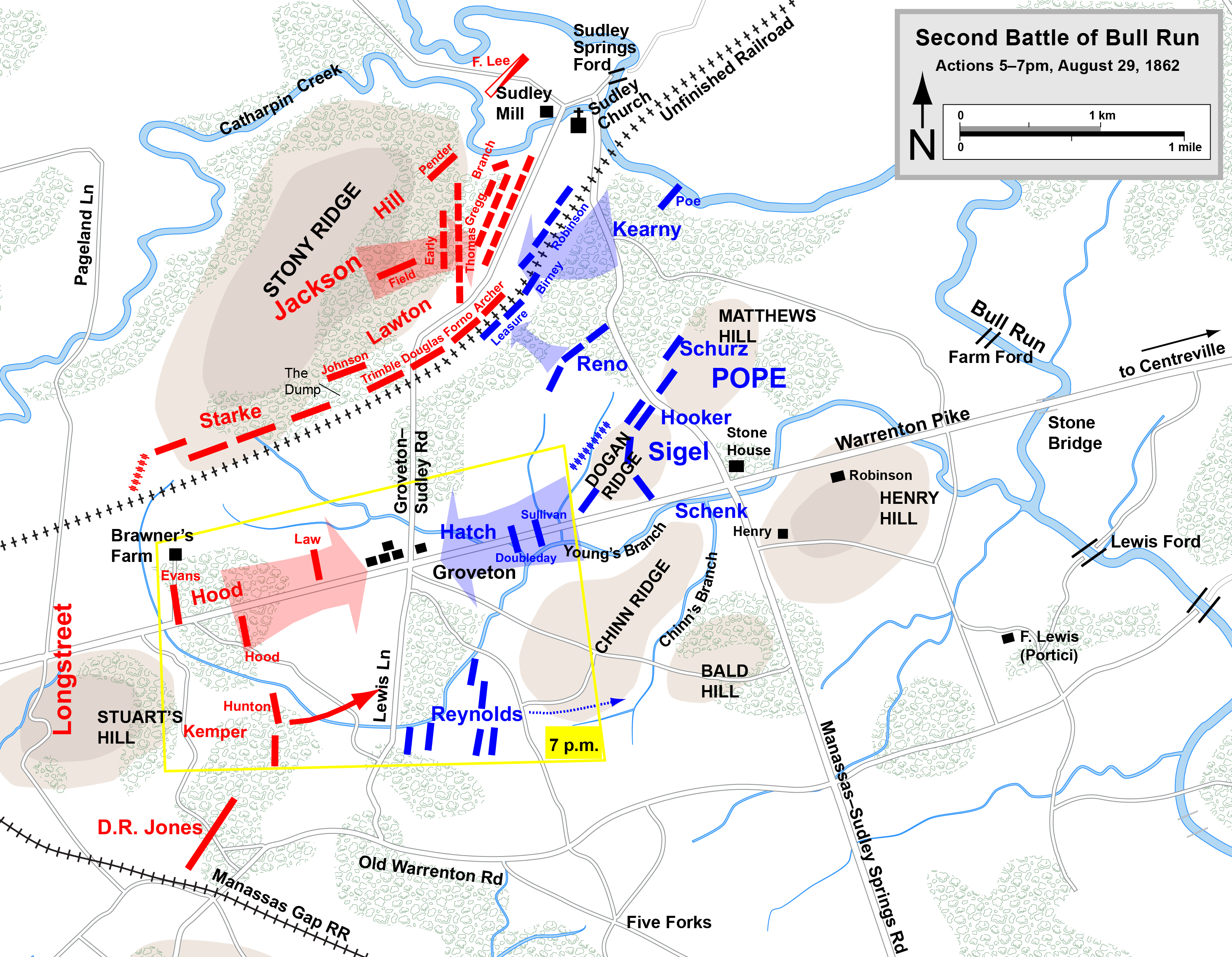
Augusztus 29, 17–19 óráig, Kearny támadása.

16:30-kor Pope végre világos parancsot küldött Porternek, hogy támadjon, de hadsegéde (aki az unokaöccse volt) eltévedt és csak 18:30-kor kézbesítette azt. Porter szinte ugyanott állt, ahol korábban és meglehetősen távol tőle, hogy beavatkozzon a küzdelembe. Pope mindenképpen az egész déli vonalat nyomás alá akarta helyezni, ezért Kearny-t arra utasította, hogy Jackson balszárnyának szélét támadja. 17 órakor a csata folyamán először Kearny megmutatta, milyen, amikor lendületes támadást indít. Tíz ezredet harcba vetve megrohamozta A. P. Hill kimerült hadosztályát. A csapás erejének javát Maxcy Gregg dandárja kapta, mely már két nagyobb támadást kellett, hogy kivédekezzen az elmúlt nyolc óra alatt, majdnem végére ért a lőszerének és legtöbb tisztjét már elvesztette. A domboldalon való visszavonulás közben Gregg vadvirágokat tűzött a függetlenségi háborúból származó kardjára és azt mondta "Hát akkor haljunk meg itt, fiaim, ha ennek így kell lennie." A.P. Hill sürgősen segítséget kért Jacksontól. Jubal Early dandárja, mely a napot a jobbszárny lehető legtávolabbi részén kezdte és Lawrence O. Branch eddig tartalékban álló dandárja sietett segítségül és visszanyomta Kearny támadását.
Longstreet figyelmes lett McDowell csapatainak távolodására lett figyelmes; az I. hadtest Reynolds támogatására indult a Henry House domb irányában. Emiatt Lee megint fontolóra vette a támadást a csatatér ezen részén, Longstreet pedig ismét ellenkezett, a sötétedésig hátralevő csekély időre hivatkozva. Helyette harcfelderítést szorgalmazott az ellenség állásainak erejét kiderítendő egy másnap reggeli támadás számára. Lee egyetértett és Hood hadosztályát előreküldte. Ugyanekkor Pope is előreküldte Hatch hadosztályát, hogy a kerítéstől nyugatra segítsen az üldözésben, mivel Pope változatlanul abban a hitben volt, hogy a konföderációsok visszavonulni készülnek. Hood és Hatch erői a Groveton keresztútnál ütköztek meg egymással, de a rövid és heves összecsapásnak a leszálló sötétség véget vetett, mely után mindkét fél visszahúzódott. Longstreet és beosztottai ismét azt mondták, hogy Lee ne támadja meg a vélhetően erős védelmi állásokba helyezett ellenséges erőket és Lee harmadszorra is elállt támadási szándékától.
Mikor Pope megkapta McDowelltől Buford jelentését végre rájött, hogy Longstreet hadereje megjelent a színen, de ez nem változtatott abbéli meggyőződésén, hogy az egész konföderációs erő visszavonulóban van; most már azt feltételezte, hogy Longstreet csak Jackson retirálását fedezni érkezett. Hood hadosztályának viselkedése ezt alátámasztani látszott előtte. Pope Porter hadtestének megparancsolta a hadsereg zömével való egyesülést és augusztus 30-ra újabb támadást készített elő. A. Wilson Greene történész szerint ez volt Pope legrosszabb döntése az ütközet folyamán. Mivel létszámfölényét elvesztette, a legjobb amit tehet az lett volna ha visszavonul a Bull Run mögé és egyesül McClellan Potomac hadseregével, mely további 25 000 fő erősítést jelentett volna és nem volt távol.
A vitás történelmi kérdések egyikét George B. McClellan Pope-pal való együttműködésének témája szolgáltatja. Augusztus végén két teljes hadtesttel, William B. Franklin VI. és Edwin V. Sumner II. hadtestével érkezett meg a virginiai Alexandriába, melyeknek nem engedélyezte a Manassas felé való előrehaladást elégtelen tüzérségi, lovassági és szállítókapacitásbeli támogatás miatt. Politikai ellenlábasai avval vádolták, hogy szándékosan ássa alá Pope pozícióit és történelmi megítélésének az sem tett jót, hogy augusztus 10-én azt írta feleségének: "Pope-ot két napon belül csúnyán el fogják intézni és ... boldogan fognak hozzám fordulni, hogy megváltsam az ügyüket. De én nem fogom, míg meg nem kapom a teljes és osztatlan irányítást." Augusztus 29-én azt mondta Lincolnnak, hogy talán bölcsebb lenne "hagyni Pope-ot kievickélni a slamasztikából, s aztán összes erőnket a főváros tökéletes biztonságának elérésére felhasználni."

### Augusztus 30: Longstreet ellentámadása, az Unió visszavonulása

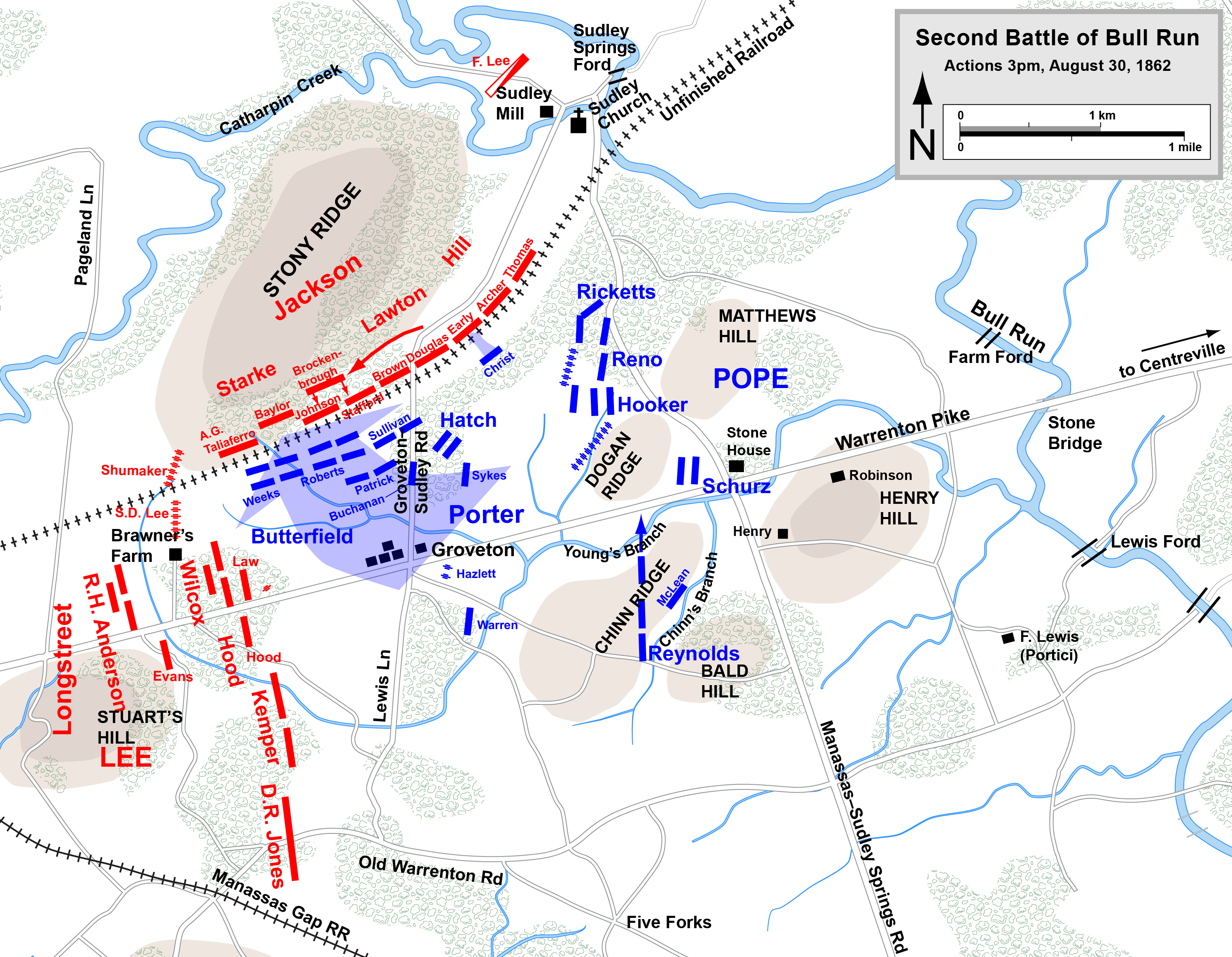
Augusztus 30, 15:00, Porter támadása.

Longsteet katonáinak utolsó kontingense, Richard H. Anderson vezérőrnagy hadosztálya kb. 25 km-t menetelve éjjel három órakor érkezett meg a csatatérre. A kimerült katonák nem ismerték a terepet, ezért Grovetontól keletre egy magaslaton álltak meg. Hajnalban rájöttek, hogy elszigetelt és az ellenséghez túl közel eső pozíciót választottak, ezért hátrálni kezdtek. Pope ismét igazolva látta a déliek visszavonulási szándékairól alkotott elméletét. Reggel 8 órakor Pope-nál haditanácsot tartottak, melyen beosztottai igyekeztek meggyőzni, hogy cselekedjék óvatosan. A reggel tízkor a Stony Ridge-nél levő vonalak elleni próbatámadás azt mutatta, hogy Jackson továbbra is szilárdan tartja állásait. John F. Reynolds tudatta, hogy a kerítéstől délre nagyerejű konföderációs csapatok láthatóak és később Fitz John Porter is hasonló értesüléseket szerezve érkezett meg. Viszont Heintzelman és McDowell személyes felderítésre indultak és valahogy nem tudták megtalálni Jackson állásait, mire Pope meghozta a döntést és támadást parancsolt a "visszavonuló" déliek ellen.
Röviddel dél elmúlta után Pope utasította Porter hadtestét, hogy Hatch és Reynolds támogatásával induljanak meg nyugatra a kerítés mentén. Ricketts, Kearny, és Hooker az uniós jobbszárnyon ugyanekkor támadási parancsot kapott. A déliek pontosan ebben reménykedtek; Lee továbbra is egy Longstreet erőivel végrehajtandó ellentámadás lehetőségére várt. Nem volt biztos benne, hogy Pope még aznap megtámadja, de ennek ellenére 18 ágyút vont össze Stephen D. Lee ezredes parancsnoksága alatt a Brawner-farmtól északkeletre eső magaslaton, melyről remekül lehetett a Jackson vonalai előtt levő nyílt terepet lőni.
Porter hadteste nem az úton állt (hogy a kerítések mentén nyugatról kerülve támadhasson), hanem attól északra a fák között, Groveton közelében. Két órát vett igénybe, hogy a 10 000 katonát felkészítsék a William E. Starke vezette hadosztály elleni rohamra.
Az uniós haderő előtt nehéz feladat állt. Butterfield hadosztálya, mely a legnyugatabbi útvonalat kapta, 500 méterni nyílt mezőn kellett áthaladnia, mielőtt a meredek domboldalon felfelé megteendő végső 150 méter előtt; ezután érték el a befejezetlen vasútvonal mögötti erős állásokat. Hatch hadosztályának (a Porter-támadás jobb oldalán) csak 300 métert kellett megtennie, de már tűz alatt jobbfordulatot kellett végrehajtania, hogy szembetámadhassa a konföderációs állásokat. Mindannyian Stephen Lee ütegeinek erős tűzébe kerültek, majd a gyalogság adott le sortüzeket rájuk a beveendő állásokból. Ennek ellenére sikerült az áttörés, mert a 48. Virginiai ezredet sikerült megfutamítani. A Stonewall dandár sietett oda bedugaszolni a rést, de azt is súlyos veszteségek érték, közte a parancsnok, Baylor ezredessel. A csata legtöbbet emlegetett mozzanata akkor következett be, mikor Bradley T. Johnson ezredes és Leroy A. Stafford ezredes dandárjai a heves tüzelés következtében kifogytak a lőszerből és jobb híján kövekkel kezdték hajigálni a feléjük tartó 24. New York-i ezredet. Időnként célba találtak, ami a meglepett New York-iakat arra ösztönözte, hogy ők is köveket kezdjenek hajigálni. Jackson megingó védelmének támogatására Longstreet tüzérsége is bekapcsolódott a harcba. Az érkező és jól megszórt uniós erősítések sorai felbomlottak a tűzcsapások következtében.
Az elszenvedett jelentős mértékű veszteségek következtében Porter nem Sykes tartalékhadosztályának beavatkozását kérte, hanem leállította a támadást, ami az elöl menő dandárok sorsukra hagyásával járt lényegében. A visszavonulás megint veszteségekkel járó manőver volt. Starke dandárjának néhány örömittas katonája megpróbálkozott egy üldözést összehozni, de a Groveton-Sudley útnál levő uniós tartalék visszazavarta őket. Jackson csapatai túl gyengék és elcsigázottak voltak az ellentámadáshoz, így Porter időt nyert, hogy a kerítéstől északra megállítsa csapatait. A helyzetük miatt aggódó McDowell Reynolds hadosztályát kivezényelte chinn ridge-i pozíciójából és Porter megsegítésére küldte. Talán ez volt a csata taktikailag legnagyobb hibája, ugyanis mindössze 2200 katona maradt tartalékban a kerítéstől délre, ahol nem sokkal később tízszer annyi konföderációs lendült támadásba.

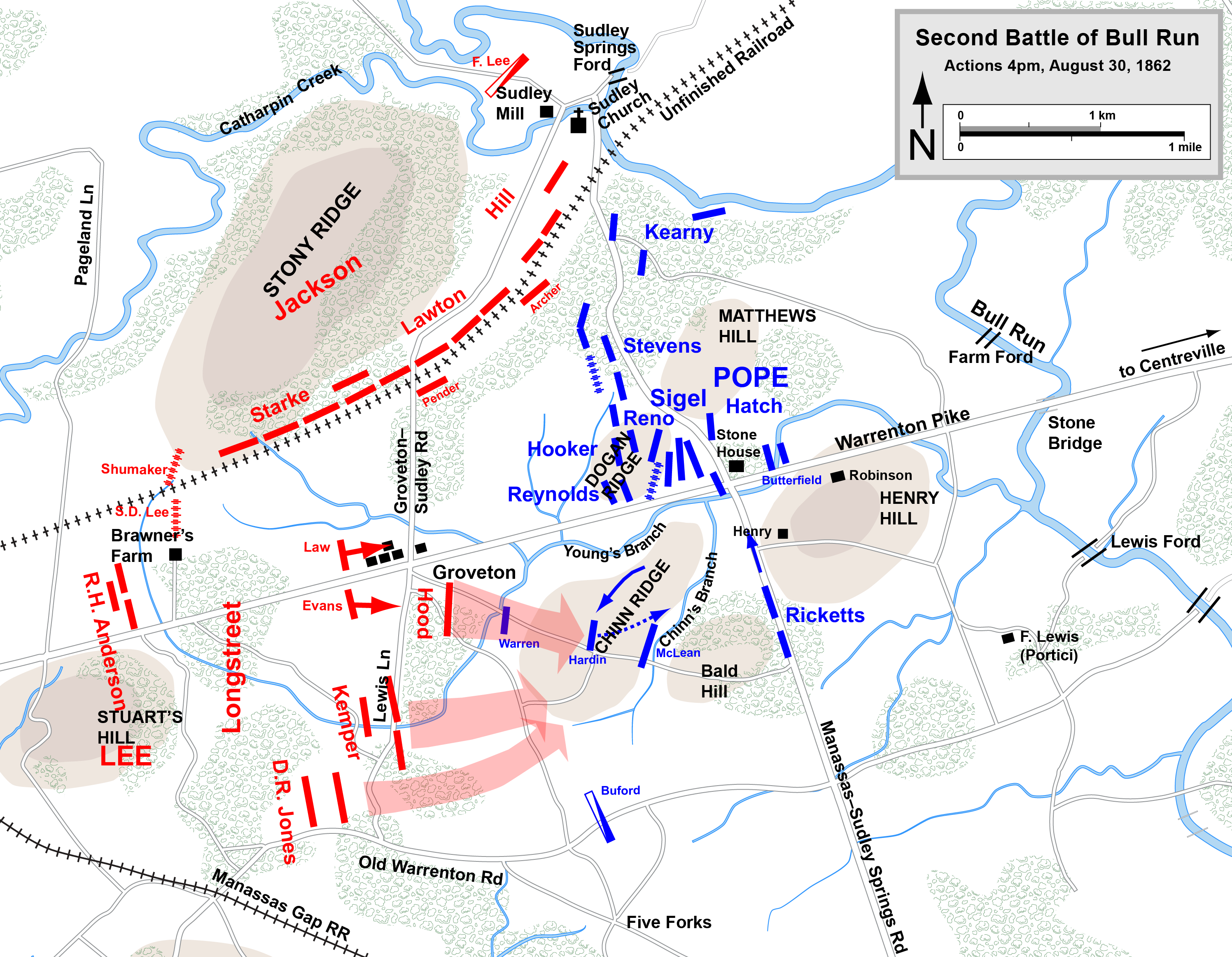
Augusztus 30, 16:00: Elindul Longstreet támadása

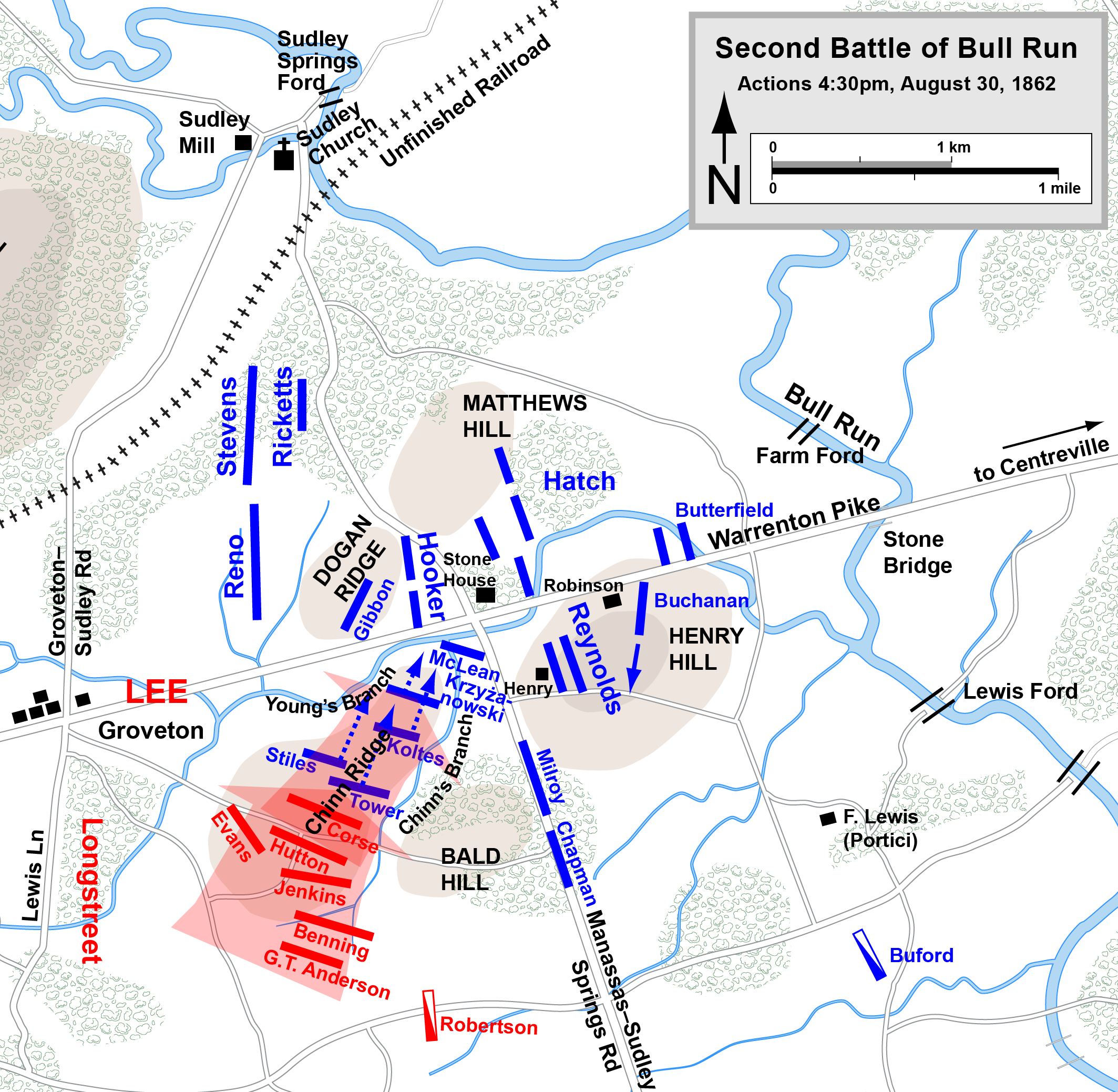
Augusztus 30, 16:30: az uniós védelem Chinn Ridge-nél.

Lee és Longstreet egyetértett, hogy a régóta vár alkalom elérkezett a támadásra, melynek célja a Henry House Hill dombja kell legyen, az első Bull Run-i csata kulcsfontosságú pontja, melyet ha sikerül elfoglalni, akkor az uniós visszavonulás útját elvághatják. Longstreet öt hadosztályba sorolt 25 000 embere kb. három kilométernyi hosszan nyújtózott dél felé, a Brawner-farmtól a Manassas-nyiladékon átvivő útig. A domb eléréséhez 3,2 km-t kellett megtenniük, emelkedőkön, patakokon és sűrű erdős terepen átkelve. Longstreet tudta, hogy aligha lesz képes az egyenes vonalat fenntartani ilyen körülmények között, úgyhogy hadosztályparancsnokai képességeire lesz utalva. A balszélen jövő hadosztályt John Bell Hood texasi dandárja és Shanks Evans dél-karolinai dandárja képezte. Hoodék jobbján Kemper és Jones hadosztályai haladtak, míg Andersonét tartalékban tartotta Longstreet. Közvetlenül a támadás megindulás a előtt Lee azt a jelzést küldette Jacksonnak: "Longstreet tábornok előrehalad; figyeljenek és támogassák a balszárnyát."
A kerítéstől délre két dandár képezte az uniós erőt, melyet Nathaniel C. McLean és Gouverneur K. Warren ezredesek vezettek. McLean védte Chinn Ridge-et, Warren Groveton közelében volt, nagyjából 700 méterrel nyugatabbra. Hoodék délután négykor kezdtek előrenyomulni és azonnal lehengerelték Warren két ezredét. Mikor Pope és McDowell felmérte a rájuk leselkedő veszélyt, csapatokat irányítottak a Henry House Hill-re, melyek megjelenéséig csak McLean dandárja volt az egyetlen akadály a konföderációsok előtt. 1200 ohiói katonája, egy üteg tüzérséggel megtámogatva két rohamot is visszavert a Chinn Ridge-en. Először Hood, majd Evans dandárjának támadását kivédték, de aztán Montgomery D. Corse ezredes dandárja sikerrel járt, őket ugyanis McLean emberei először uniósoknak nézték és nem is lőttek rájuk. A tévedésre akkor derült fény, mikor szinte közvetlen közelbe értek, mikor is heves tűzharc tört ki, ráadásul egy lousianai tüzérségi üteg is lőni kezdte őket. Az ohióiak tíz perc alatt összeomlottak és 33%-os veszteséget szenvedtek, de fél órával késleltették a délieket, mialatt Pope csapatokat vihetett a Henry House Hillre.
Az első két dandár Ricketts hadosztályától érkezett Zealous B. Tower dandártábornok és John W. Stiles ezredes csapatai voltak. Tower dandárját három oldalról jövő támadás gyűrte le, tüzérségét elfogták és ő maga is súlyosan megsebesült. Stiles dandárja Toweré után szintén áldozatul esett a Kemper-hadosztály két dandárja támadásának. Két másik uniós dandár érkezett Sigel I. hadtestétől John Koltes Włodzimierz Krzyżanowski ezredesek vezetésével, de nekik sem termett több babér. Mindkettőt megverték és nagy összevisszaságban elüldözték, s eközben Koltes elesett. Jones hadosztályának első egységei minden uniós katonát kisöpörtek a Chinn Ridge-ről este hatra, de a sikernek ára is volt. Hood és Kemper csapatai súlyos veszteségeket szenvedtek és átmenetileg támadóképtelenné váltak. A Henry House Hill továbbra is több száz méter távolságban volt és már csak egy óra maradt sötétedésig.

„R. H. Anderson nem volt képes kihasználni a Chinn Ridge-ért és a Henry Hillért folyó háromórás harc kovácsolta legjelentősebb előnyt. És mivel nem volt képes, ezért a Konföderáció utolsó esélye Pope hadseregének megsemmisítésére eloszlott a napfény utolsó sugarai között. - John J. Hennessy, Return to Bull Run”

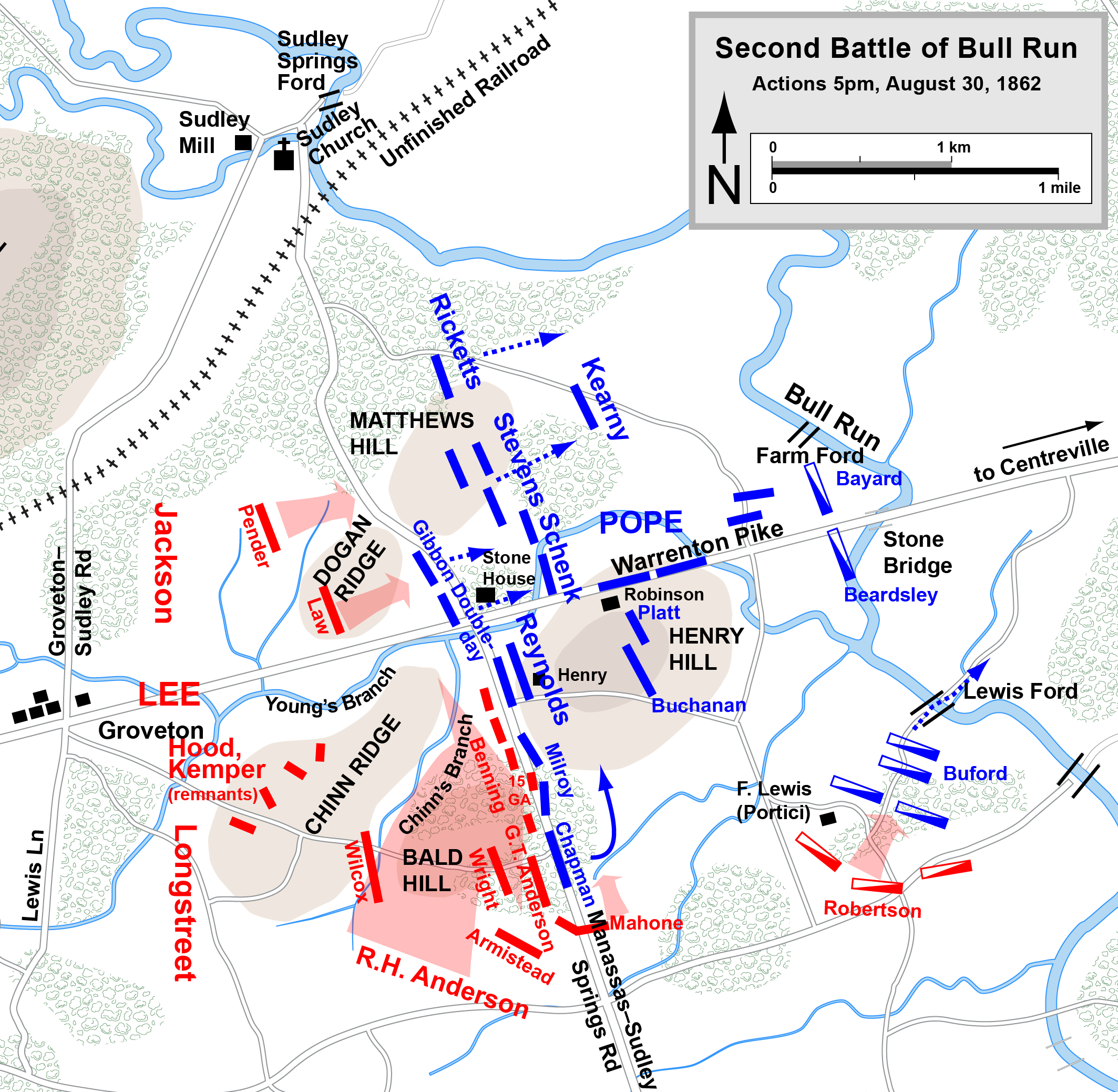
Augusztus 30, 17:00: A Konföderáció végső támadása, az uniós hadsereg visszavonulásának kezdete.

A déliek támadásának első két órájában Pope négy dandárt tudott a Henry House Hill-re küldeni: kettőt Reynolds hadosztályából, egyet Sykeséból és Robert H. Milroy dandártábornok független dandárját. Lee felismerte, hogy több erőre van szüksége a támadás sikeréhez, ezért Richard H. Anderson tartalékban levő hadosztályáért küldött. Míg azok felvonultak, D.R. Jones megtámadta a dombtetőt Benning és G.T. Anderson két dandárjával. Ez a háromezer fős támadás volt a délutáni események legnagyobb rohama, de mivel rosszul irányították a négy uniós dandár kitartott. Még két konföderációs dandár érkezett segítségül, William Mahone és Ambrose R. Wright dandártábornok egysége. A Sykes-féle egységnek nem volt semmilyen fedezéke, ezért őket elsodorta a roham és visszaszorultak a Henry ház felé. Nem tudni miért, de Anderson nem használta ki a kínálkozó lehetőséget, talán a növekvő sötétség miatt. A domb uniós kézen maradt.
Jackson többféleképpen is értelmezhető utasítást kapott a Longstreettel való együttműködésre, s ennek alapján este hatkor, valószínűleg mihelyt kimerült csapatait lábra tudta állítani, előrenyomult. John J. Hennessy történész Jackson késlekedését a csata egyik nagy rejtélyeként jellemezte, a konföderációs hibák legjelentősebbjeként, mely nagyban csökkentette akciója jelentőségét. Támadása egybeesett azzal, mikor Pope parancsára az északiak a kerítéstől északra fekvő területeket kiürítették a Henry House Hill megvédése érdekében, így Jackson csapatai számos hátrahagyott tüzérségi és kisebb gyalogoskülönítményeket rohantak le heves támadásukkal. Hét órára azonban Pope erős védelmi vonalat hozott létre, mely összekapcsolódott a Henry House Hillen védekező csapatok állásaival. Este nyolckor általános visszavonulást rendelt el a kerítések mentén Centreville felé. Az első Bull Run-i ütközettel ellentétben az uniós visszavonulás ezúttal rendben és csendben zajlott le. A déliek a harctól kimerülten, megfogyott lőszerkészlettel nem folytatták az üldözést az éjszaka folyamán. Noha Lee nagy győzelmet aratott, fő célját, Pope hadseregének felmorzsolását nem érte el.

## Utólagos események
Az uniós veszteség 10 000 halott és sebesült volt a 62 000 résztvevőből; a Konföderáció 1300 halottat és 7000 sebesültet vesztett 50 000 katonájából. Míg az uniós sereg Centreville közelében felsorakozott, Lee már következő lépésén gondolkodott. Jacksont újra az ellenség mögé kerülni küldte, hogy Pope és Washington között bukkanjon fel. Pope megneszelte a műveletet és a két hadsereg szeptember 1-jén újra összecsapott a Chantilly-i csatában (az Ox Hill-i csata néven is ismert). Lee szeptember 3-án megkezdte új hadjáratát, mikor is az Észak-Virginiai Hadsereg előörsei átkeltek a Potomac-folyón és megindultak marylandi hadjáratukra, mely a sorsfordító Antietami csatával ér majd véget.

„Egy kitűnő hadsereg összeomolva, az ellenség által elfoglalt, vagy megsemmisített közvagyon, legjobb embereink ezreinek élete feláldozva a semmiért. Nem merem magamnak megengedni, hogy erről a parancsnokról [Pope-ról] érzéseimnek és hitemnek megfelelően véleményt nyilvánítsak. Elég annyi, ... hogy több arcátlanság, fölényesség, tudatlanság és elbizakodottság még nem gyűlt föl senki ember fiában. Igazsággal állítható, hogy parancsnoksága alatt nem volt egyetlen támogatója sem, a legapróbb dobosfiútól a legmagasabb rangú tábornokokig.”

– Alpheus S. Williams dandártábornok, a II. hadtest hadosztályparancsnoka

Pope-ot 1862. szeptember 12-én a parancsnokság alól felmentették, hadseregét pedig beolvasztották a Potomac hadseregbe, miközben McClellan irányítása alatt Maryland felé meneteltek. Pope a háború hátralevő részét az Északnyugati Területek Minisztériumának kötelékében töltötte, az 1862-ben kitörő Dakota felkelés leverésével Minnesotában. A vereség felelősségét másokra szerette volna hárítani. 1862. november 25-én Fitz John Portert letartóztatták és haditörvényszék elé állították az augusztus 29-i cselekedetei okán. 1863. január 10-én a bíróság engedetlenségben és hanyagságban bűnösnek találta, s a hadsereg soraiból január 21-én elbocsátotta. Porter élete hátralevő részét az ítélet elleni küzdelemmel töltötte. Tizenöt évvel később, 1878-ban John M. Schofield tábornok különleges bizottsága felmentette Portert, miután megállapította, hogy a Longstreet elleni támadástól való vonakodása valószínűleg még nagyobb vereség elviselésétől óvta meg a Virginiai Hadsereget. Nyolc évvel később Chester A. Arthur elnök megsemmisítette a korábbi ítéletet.
James Longstreetet gyakran kritizálták a csatában nyújtott teljesítménye miatt, és a konföderáció veszett ügye szószólói megrótták lassúságért, a támadástól való vonakodásért és Lee-nek való engedetlenségért, melyek előhírnökei voltak az 1863. július 2-i gettysburgi ütközetben mutatott vitatott viselkedésének. Lee életrajzírója, Douglas Southall Freeman írta: "A gettysburgi tragédia okainak magvát abban a pillanatban vetették el, mikor Lee meghajolt Longstreet akarata előtt, és Longstreet rájött, hogy meg fog."

## További irodalom
- Ballard, Ted, and Billy Arthur. Second Bull Run Staff Ride: Briefing Book Archiválva 2012. szeptember 15-i dátummal a Wayback Machine-ben. Carlisle, PA: United States Army Center of Military History, 1999?. OCLC 42908426.
- Beaudot, William J. K., and Lance J. Herdegen. An Irishman in the Iron Brigade: The Civil War Memoirs of James P. Sullivan, Sergt., Company K, 6th Wisconsin Volunteers. New York: Fordham University Press, 1993. ISBN 978-0-8232-1501-0.
- Whitehorne, Joseph W. A. The Battle of Second Manassas: Self-Guided Tour Archiválva 2011. április 8-i dátummal a Wayback Machine-ben. Washington, DC: United States Army Center of Military History, 1990. OCLC 20723735.